# Курица Барбертон
Курица Барбертон или цыпленок Барбертон (англ. Barberton chicken), также Сербский жареный цыпленок — блюдо из жареной курицы, возникшее в американском городе Барбертон в округе Саммит, штат Огайо. Это характерное сербско-американское блюдо, которое подают в преимущественно сербских ресторанах в Барбертоне и соседнем Нортоне, а также во многих других близлежащих населенных пунктах. Рецепт приготовления курицы дал городу национальное признание, Барбертон даже был назван «мировой столицей курицы» или «столицей жареных цыплят Америки».

## История
Блюдо Курица Барбертон возникло благодаря Манойло («Майку») и Смилке Топальским, сербским иммигрантам, приехавшим в Америку на рубеже XX века. Как и многие во время Великой депрессии, они оказались обременены долгами и были вынуждены продать свою семейную ферму. В 1933 году они открыли ресторан под названием «Белградские сады», в котором продавали особую жареную курицу, а также салат коул-слоу с уксусом, гарнир из риса и томатного соуса, приправленный острым перцем (обычно называемый как «острый соус» или «острый рис», который также можно есть как соус для макания или как гарнир), и свеженарезанный картофель фри. В Барбертоне утверждают, что это были точные копии того, что Топальские знали ещё в Сербии как похована пилетина, купус салата, дювец и помфрит.
Вскоре появились и другие рестораны, скопировавшие характерный стиль блюда. Хелен Де Вор, которая работала в Belgrade Gardens, открыла Hopocan Gardens в 1946 году. White House Chicken Dinners была основана в 1950 году семьей Павковых, которые владели рестораном до конца 1980-х годов, когда они продали его семье Де Воре. Сербско-американская семья Милич открыла гостиницу Milich’s Village Inn в 1955 году. В июле 2014 года семья Милич объявила, что закроет свой ресторан 31 декабря. Месяц спустя заведение вновь открылось под новым владельцем как Village Inn Chicken, где по-прежнему подают фирменную жареную птицу.
Сегодня четыре птичника поставляют более семи с половиной тонн курицы в неделю. Курица стала настолько популярной, что её часто отправляют по Соединенным Штатам, обычно переселенцам из Огайо. White House Chicken расширился до нескольких заведений на северо-востоке Огайо, отказавшись от традиционного посадочного стиля в пользу модели фаст-фуда.

## Принципы приготовления
Основные принципы курицы Барбертон просты, но конкурирующие рестораны строго соблюдают их. Они следующие:
- Настоящая курица Барбертон готовится только из свежей, не замороженной курятины.
- Ни курицу, ни панировку ничем не приправляют, разве что немного солью[2][3].
- Курица обжаривается в свином смальце[5].
- Разделка птицы отличается от обычной. Птиц разрезают на множество частей, включая грудки, бедра, ноги, крылья, барабанные перепонки и спинки. Это, вероятно, уходит корнями в Великую депрессию, когда было необходимо создать как можно больше кусочков на курицу без каких-либо отходов[2][5]. Спинки на самом деле дают мало мяса и иногда продаются как «куриные ребрышки» из-за их отдалённого сходства с говяжьими или свиными ребрышками[3].